# الکساندرز
الکساندرز (انگلیسی: Alexander's) شرکت املاک آمریکایی است، که در سال ۱۹۲۸ تأسیس شد.